# Košarkaški klub Crvena zvezda 2014-2015
Questa voce raccoglie le informazioni riguardanti il  Košarkaški klub Crvena zvezda nelle competizioni ufficiali della stagione 2014-2015.

## Stagione
La stagione 2014-2015 del Košarkaški klub Crvena zvezda è la 9ª nel massimo campionato serbo di pallacanestro, la Košarkaška liga Srbije.

## Roster
Aggiornato al 22 ottobre 2022.
| Crvena zvezda Telekom 2014-15 | Crvena zvezda Telekom 2014-15 |
| Giocatori                     | Staff tecnico                 |
| ----------------------------- | ----------------------------- |

| N. | Naz.                   | Ruolo | Nome                  | Anno | Alt.   | Peso   |  |
| -- | ---------------------- | ----- | --------------------- | ---- | ------ | ------ |  |
| 3  | Stati Uniti (bandiera) | P     | Marcus Williams       | 1985 | 190 cm | 92 kg  |  |
| 4  | Serbia (bandiera)      | P     | Nikola Rebić          | 1995 | 188 cm | 80 kg  |  |
| 5  | Serbia (bandiera)      | A     | Nikola Čvorović       | 1994 | 201 cm | 95 kg  |  |
| 6  | Serbia (bandiera)      | AP    | Nemanja Dangubić      | 1993 | 204 cm | 88 kg  |  |
| 9  | Serbia (bandiera)      | AG    | Luka Mitrović (C)     | 1993 | 206 cm | 102 kg |  |
| 10 | Serbia (bandiera)      | GA    | Branko Lazić          | 1989 | 196 cm | 87 kg  |  |
| 11 | Slovenia (bandiera)    | G     | Jaka Blažič           | 1990 | 196 cm | 93 kg  |  |
| 12 | Serbia (bandiera)      | AP    | Nikola Kalinić        | 1991 | 202 cm | 102 kg |  |
| 13 | Serbia (bandiera)      | C     | Boban Marjanović      | 1988 | 223 cm | 132 kg |  |
| 14 | Serbia (bandiera)      | C     | Đorđe Kaplanović      | 1995 | 210 cm | 100 kg |  |
| 15 | Serbia (bandiera)      | AG    | Marko Tejić           | 1995 | 210 cm | 105 kg |  |
| 20 | Serbia (bandiera)      | AP    | Aleksa Radanov        | 1998 | 200 cm | 90 kg  |  |
| 22 | Stati Uniti (bandiera) | G     | Charles Jenkins       | 1989 | 191 cm | 95 kg  |  |
| 24 | Serbia (bandiera)      | P     | Stefan Jović          | 1990 | 198 cm | 94 kg  |  |
| 33 | Germania (bandiera)    | C     | Maik Zirbes           | 1990 | 207 cm | 115 kg |  |
| -  | Serbia (bandiera)      | C     | Aleksandar Aranitović | 1998 | 193 cm | 88 kg  |  |

| Allenatore                                                                                           |
| - Dejan Radonjić                                                                                     |
| Assistente/i                                                                                         |
| - Nikola Birač - Saša Kosović - Velibor Radović Legenda - (C) Capitano - (IN) Inattivo - Infortunato |

## Mercato

### Sessione estiva
| Acquisti | Acquisti              | Acquisti            | Acquisti      | Acquisti |
| R.a      | Nome                  | da                  | Modalità      |          |
| -------- | --------------------- | ------------------- | ------------- | -------- |
| AP       | Nemanja Dangubić      | Mega Belgrado       | definitivo    |          |
| P        | Marcus Williams       | Lokomotiv Kuban'    | definitivo    |          |
| C        | Maik Zirbes           | Bamberger           | definitivo    |          |
| P        | Stefan Jović          | Radnički Kragujevac | definitivo    |          |
| G        | Aleksandar Aranitović | Beovuk 72           | definitivo    |          |
| AP       | Nikola Kalinić        | Radnički Kragujevac | definitivo    |          |
| A        | Nikola Čvorović       | FMP Belgrado        | fine prestito |          |
| C        | Đorđe Kaplanović      | FMP Belgrado        | definitivo    |          |

| Cessioni | Cessioni             | Cessioni        | Cessioni         | Cessioni |
| R.       | Nome                 | a               | Modalità         |          |
| -------- | -------------------- | --------------- | ---------------- | -------- |
| P        | Aleksandar Cvetković | MZT Skopje      | rinnovo prestito |          |
| C        | Ivan Radenović       | Free agent      | fine contratto   |          |
| AG       | Tadija Dragićević    | Strasburgo      | fine contratto   |          |
| G        | DeMarcus Nelson      | Panathīnaïkos   | fine contratto   |          |
| GA       | Oleksandr Lypovyj    | Budivelnyk Kiev | fine contratto   |          |
| AP       | Marko Simonović      | Pau-Lacq-Orthez | fine contratto   |          |
| C        | Raško Katić          | Saragozza       | fine contratto   |          |
| GA       | Vojislav Stojanović  | FMP Belgrado    | prestito         |          |
| AP       | Ognjen Dobrić        | FMP Belgrado    | rinnovo prestito |          |
| AG       | Marko Radovanović    | FMP Belgrado    | prestito         |          |
| AP       | Stefan Lazarević     | FMP Belgrado    | prestito         |          |
| AG       | Boriša Simanić       | FMP Belgrado    | prestito         |          |
| AP       | Marko Gudurić        | FMP Belgrado    | rinnovo prestito |          |

### Dopo l'inizio della stagione
| Acquisti | Acquisti        | Acquisti     | Acquisti   | Acquisti   |
| R.       | Nome            | da           | Data       | Modalità   |
| -------- | --------------- | ------------ | ---------- | ---------- |
| A        | Dejan Davidovac | FMP Belgrado | marzo 2015 | definitivo |
| C        | Dragan Apić     | Vršac        | marzo 2015 | definitivo |

| Cessioni | Cessioni        | Cessioni     | Cessioni    | Cessioni |
| R.       | Nome            | a            | Data        | Modalità |
| -------- | --------------- | ------------ | ----------- | -------- |
| A        | Dejan Davidovac | FMP Belgrado | marzo 2015  | prestito |
| C        | Dragan Apić     | FMP Belgrado | marzo 2015  | prestito |
| A        | Nikola Čvorović | FMP Belgrado | aprile 2015 | prestito |